# 井手和英
井手 和英（いで　かずひで、1942年（昭和17年）1月3日 - ）は、日本の銀行家。福岡県出身。筑邦銀行代表取締役会長。藍綬褒章 2007年（平成19年）。旭日小綬章 2019年（令和元年）。

## 略歴
- 1964年（昭和39年） - 東京大学法学部卒業後、日本勧業銀行（現・みずほ銀行）入行。
  - 以降、有楽町支店次長、人事第三部長、関連事業部長、宝くじ部長等を歴任する。
- 1991年（平成3年） - 第一勧業銀行取締役人事企画部長委嘱
- 1995年（平成7年） - 常務取締役人事部長委嘱
- 1997年（平成9年） - 筑邦銀行入行。副頭取
- 1999年（平成11年） - 頭取
- 2006年（平成18年） - 代表取締役会長
- 2009年（平成21年） - 福岡県人事委員会委員